# 비건 소사이어티
비건 소사이어티(The Vegan Society)는 1944년 도널드 왓슨이 설립된 비거니즘 단체이다.